# Medaille voor Moed (Sovjet-Unie en Russische Federatie)
De Medaille "voor Moed" (Russisch: Медаль "За отвагу") van de Sovjet-Unie en de Russische Federatie is een onderscheiding die op 18 oktober 1936 door de Opperste Sovjet werd ingesteld. De medaille werd bij de hervorming van het decoratiestelsel op 2 maart 1994 aangehouden door de opvolgerstaat, de Russische Federatie. 
De medaille werd in de Fins-Russische Winteroorlog in 1939 voor het eerst uitgereikt. Het ging om 260.000 medailles. In de daaropvolgende Grote Vaderlandse Oorlog, zo noemt men in Rusland de Tweede Wereldoorlog, werd de medaille ruim 4.000.000 maal toegekend aan militairen binnen de Russische strijdkrachten, voornamelijk uit het leger, marine, grenstroepen en troepen van het Ministerie van Binnenlandse Zaken. Bij uitzondering werd de medaille ook aan burgers verleend die persoonlijke moed in de verdediging van het moederland hadden laten zien.
Het criterium voor toekenning was dat men in de strijd zijn leven moest hebben gewaagd. 
De ronde zilveren of zilverkleurige medaille heeft een doorsnede van 37 millimeter en op de voorzijde is een pantservoertuig afgebeeld. Aan de hemel vliegen drie vliegtuigen. De Sovjetmedailles dragen de roodgemaakte inschrift "За отвагу CCCP" (Russisch voor moed, USSR). De keerzijde is glad en draagt een serienummer. De moderne medaille mist de letters "CCCP" maar is verder identiek.
De eerste medailles hingen aan een zilverkleurige beugel en een rood lint. Men draagt de medailles sinds 19 juni 1943 op de linkerborst aan een vijfhoekig grijs lint met blauwe bies. Er zijn veteranen die meerdere van deze medailles naast elkaar dragen; het record is vijf van deze medailles voor één soldaat.
De verlening van een zo groot aantal van deze medailles was in de praktijk gezien bij strafbataljons. Militairen werden na degradatie en van hun onderscheidingen ontdaan te zijn in strafbataljons overgeplaatst. Daar konden zij zich letterlijk rehabiliteren. Achter ieder strafbataljon stond een NKVD-eenheid die de weigeraars doodschoot. Deze strafbataljons kregen zeer gevaarlijke opdrachten. Wie zich in de ogen van het leger opnieuw had bewezen kreeg rang en onderscheidingen terug.

## De medailles
De drie medailles zijn in werkelijkheid even groot.
| 1938–1943         | 1943–1991         | 1994–heden                         |
|                   |                   |                                    |
| De vroege variant | Russische variant | Variant van de Russische Federatie |